# Bozoum
Bozoum est une ville de République centrafricaine, chef-lieu de la préfecture de Ouham-Pendé et de l'une de ses six sous-préfectures.

## Géographie
La ville se trouve à 375 km au nord-ouest de Bangui, sur la rive droite de la rivière Ouham. La commune de Bozoum est située au centre de la préfecture de l’Ouham-Pendé.
|          | Kouazo      |             |
| Danayéré | Bozoum      | Dan-Gbabiri |
|          | Bossemptélé |             |

## Histoire
Le poste colonial français de Bozoum est établi au début du XXe siècle (1909), l'administrateur colonial Félix Éboué y étant affecté de 1910 à 1912.
La ville formellement cédée à l'Empire allemand, le 4 novembre 1911, ne sera effectivement intégrée au Neukamerun qu'en avril 1913. Le 15 octobre 1914, au début de la Première Guerre mondiale, le capitaine Staup reprend la ville qui revient à la colonie française de l'Oubangui-Chari.
En 1931, les Spiritains fondent la mission catholique Saint Michel de Bozoum.
À la suite de la réforme Renard, Bozoum est le chef-lieu du département de l'Ouham-Pendé, qui s'étend sur l'ancienne circonscription de Bouar-Baboua et jusqu'à Baïbokoum. Le 23 janvier 1961, la République centrafricaine indépendante institue Bozoum comme chef-lieu de la préfecture de l'Ouham-Pendé.

## Éducation
L'enseignement primaire est tenu en grande majorité par les établissements publics et une poignée par la mission catholique.
L'enseignement secondaire est assuré par lycée Sœur Hyacinthe Reverchon de Bozoum.
L'enseignement privé secondaire est tenu par les missionnaires carmes qui ont construit le lycée Saint-Augustin de Bozoum en 2011.

## Société
La Ouham-Pendé doit son nom à deux cours d'eau du bassin du Chari, la rivière Ouham et la rivière Pendé. Sa superficie est de 32 100 kilomètres carrés pour une population de 20 665 habitants en 2003 et 25 640 en 2015. La ville préfecture est Bozoum. Les autres villes importantes de la préfecture sont Paoua, Bocaranga, Ngaoundaye.

### Santé
Les structures de santé de Bozoum sont constituées par :
- l'Hôpital préfectoral, de Bozoum
- le Centre de santé de la mission catholique.

En 2019, les entreprises chinoises Tian Xiang, Tian Roun, Meng et SMC Mao, toutes dépendant de la même entité et dirigées par Zhao Baome, obtiennent, la plupart du temps sans permis officiel, le droit d'exploiter la rivière Ouham pour en extraire de l'or. Le déboisement, la déviation du cours d'eau, ainsi que la mort d'une partie de l'écosystème, alertent la population ainsi que le missionnaire italien Aurelio Gazzera. Une enquête indépendante prouve que les taux de mercure présents en aval des sites d'extraction sont quatre à vingt-six fois supérieurs aux limites admissibles. Cette pollution est la source de nombreuses fausses couches et de décès prématurés à Bozoum,.

### Cultes
La ville est le siège de la paroisse catholique Saint Michel de Bozoum rattachée au diocèse de Bouar.

## Économie
Située à l'extrême nord-ouest du pays, la zone de moyen d’existence N°08 est une zone considérée agropastorale. Elle s’étend entre les préfectures de l'Ouham Pendé, de l’Ouham et le Nord de NanaGribizi. La zone partage au nord, une longue frontière avec le Tchad et à l'ouest une frontière avec le Cameroun. Avant les années 2012, l'économie de la zone est basée sur la production de coton, avec un potentiel en production céréalières. La zone entretient des liens commerciaux avec le Tchad et le Cameroun.
Une usine d'égrenage du coton est installée à Bozoum par la Cotonaf (Compagnie Française des Cotons Africains) en 1928.